# Willi Kollo
Willi Kollo, původní jméno Kollodzievski, pseudonym: Edgar Allen, 28. dubna 1904 Königsberg – 4. února 1988 Berlín) byl německý hudební skladatel, spisovatel a libretista.

## Život
Willi Kollo byl synem hudebního skladatele Waltra Kolla a svou hudební kariéru započal jako spolupracovník svého otce. Již ve dvanácti letech psal texty pro otcovy operety. Koncem dvacátých let se stal známým jako autor berlínské kabaretní revue. Počínaje rokem 1930 psal vlastní scénáře a filmovou hudbu.
Po druhé světové válce se přestěhoval z Berlína do Hamburku. Do Berlína se vrátil v roce 1955. Založil hudební vydavatelství, ve kterém publikoval také své vlastní písně.
Willi Kollo je otcem významného wagnerovského tenoristy Reného Kolla a divadelní a hudební agentky Marguerite Kollové.
Zemřel v Berlíně 4. února 1988 a je pohřben na berlínském hřbitově Friedhof Heerstraße.

## Dílo

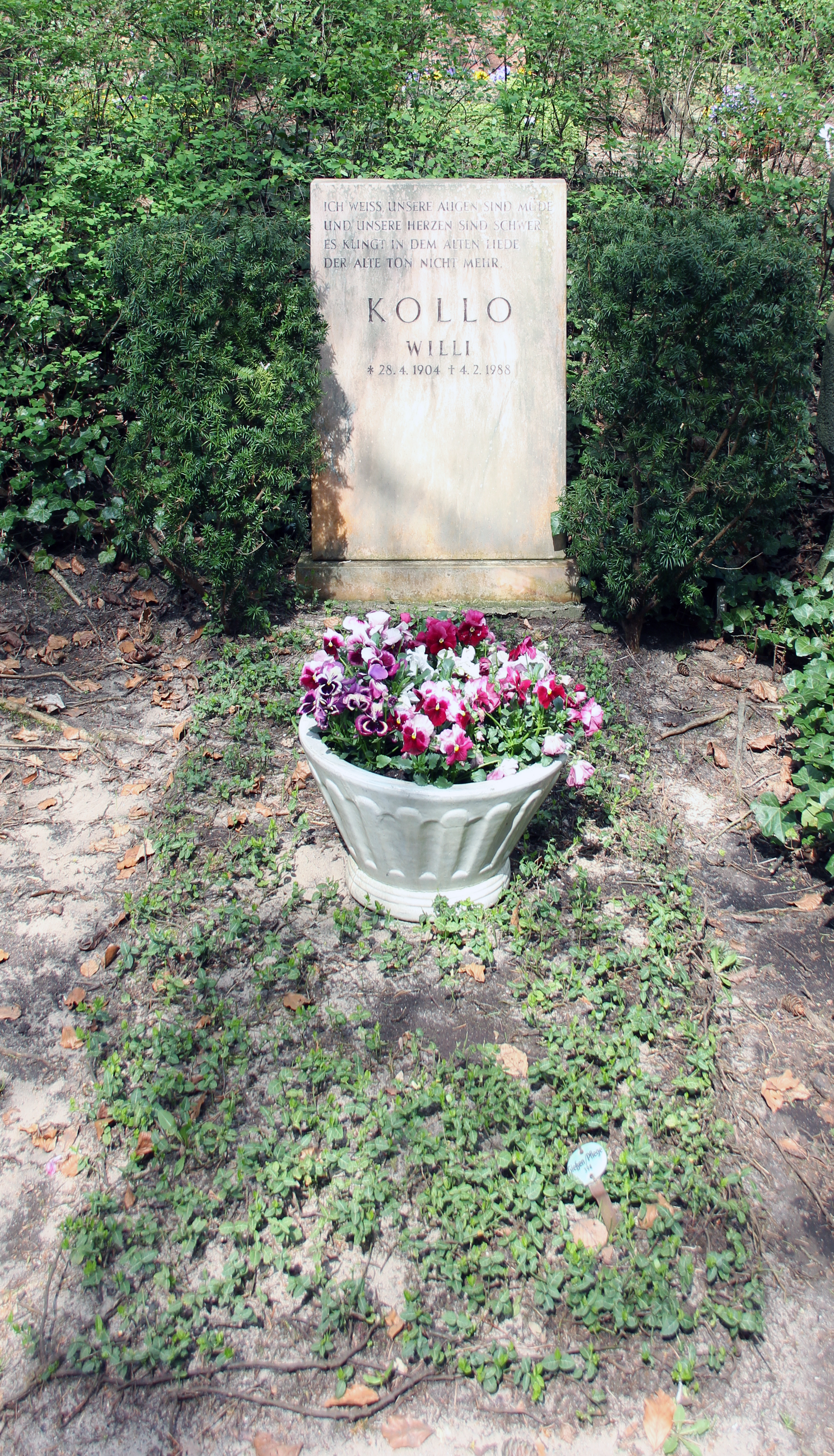
Hrob skladatele na Trakehner Allee 1 v Berlíně-Westend.

### Jevištní díla
- Der Zug nach dem Westen (text Bruno Hardt-Warden a Willi Kollo, revue, 1926 Berlín)
- Schminke (text Willi Kollo, hudební komedie, 1935 Berlín)
- Herrliche Welt! (text Eduard Duisberg a Willi Kollo, revue, 1936 Berlín)
- Besuch am Abend (text Hugo Engelbrecht a Willi Kollo, hudební veselohra, 1938 Berlín)
- Es könnte dein Glück sein (text Willi Kollo, revue-opereta, 1940 Berlín)
- Ich bin in meine Frau verliebt (text Olly-Polly a Walter Kollo, 1942 Vídeň, Berlín)
- Wie einst im Mai (úprava operety Waltra Kollo, text: Walter Lieck a Willi Kollo, 1943 Berlín)
- Dornröschen (text autor, 1946 Hamburg)
- Die hellgelben Handschuhe (hudební komedie, text autor, 1949 Lübeck)
- Geschichte vom armen Hamburger Mädchen (text autor, 1949 Hamburg)
- Die kleine Parfümerie (opereta, text autor, 1958, Berlín)
- Wer hat Angst vor dem starken Mann (text autor, 1970 Berlín)

### Filmová hudba
- Der Tiger (1930)
- Die blonde Nachtigall (1931)
- Meine Frau, die Hochstaplerin (1931)
- Liebe muss verstanden sein (1933)
- Jungfrau gegen Mönch (1934)
- Meine Freundin Barbara (1937)
- Wir tanzen um die Welt (1939)
- Krach im Vorderhaus (1941)
- Zwei in einer großen Stadt (1942)
- Arche Nora (1948)
- Die Freunde meiner Frau (1949)
- Hoheit lassen bitten (1954)
- Das Wunder des Films (1955)
- Solang' noch untern Linden (1958)
- Was eine Frau im Frühling träumt (1959)
- Wie einst im Mai (1961)
- Nachts ging das Telefon (1962)
- Die Frau ohne Kuß (1971)
- Wie einst im Mai (1994)